# فولبيانو (إيطاليا)
فولبيانو هي بلدية في مدينة تورينو الحضرية، في منطقة بيدمونت الإيطالية. تقع المدينة على بعد حوالي 15 كم شمال شرق تورينو.
وهي مركز صناعي (الوقود والنقل والإلكترونيات) وزراعي (القمح والذرة) في كانافيز السفلى.

## توأمة
توأمت فولبيانو مع:
- Castries, Hérault، فرنسا(2010)

## روابط خارجية
- الموقع الرسمي